# 農政全書

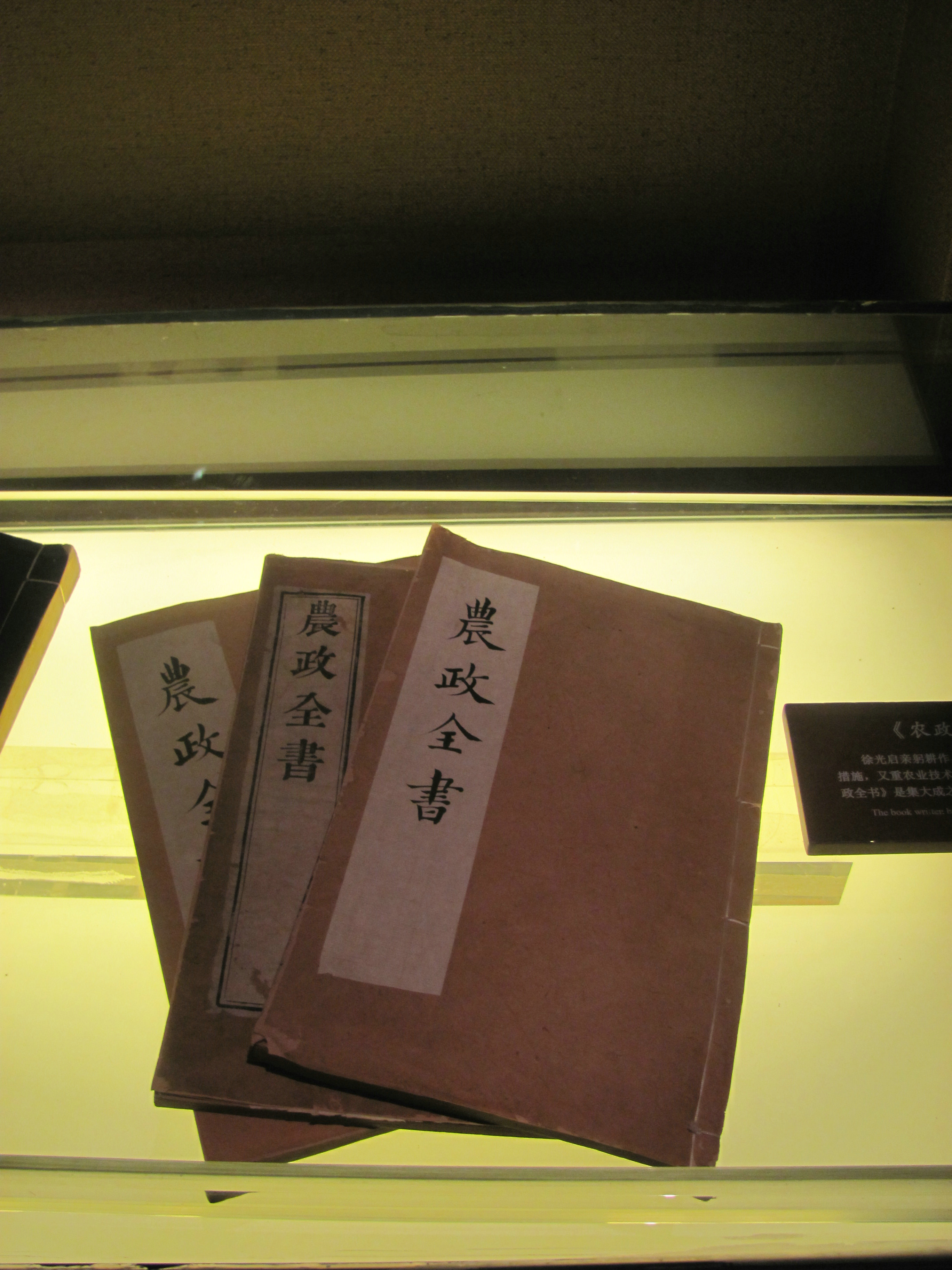
『農政全書』

『農政全書』（のうせいぜんしょ）は、明代の暦数学者・徐光啓が編纂した農書。
農業のみでなく、製糸・棉業・水利などについても扱っている。当時の明は、イエズス会の宣教師が来訪するなど、西洋世界との交流が盛んになっていたほか、スペイン商人の仲介でアメリカ大陸の物産も流入していた。こうしたことを反映して、農政全書ではアメリカ大陸から伝来したサツマイモについて詳細な記述があるほか、西洋（インド洋の西、オスマン帝国）の技術を踏まえた水利についての言及もなされている。徐光啓の死後の崇禎12年（1639年）に刊行された。